# Chevaux légendaires du Pas-de-Calais
Vous lisez un « article de qualité » labellisé en 2010.

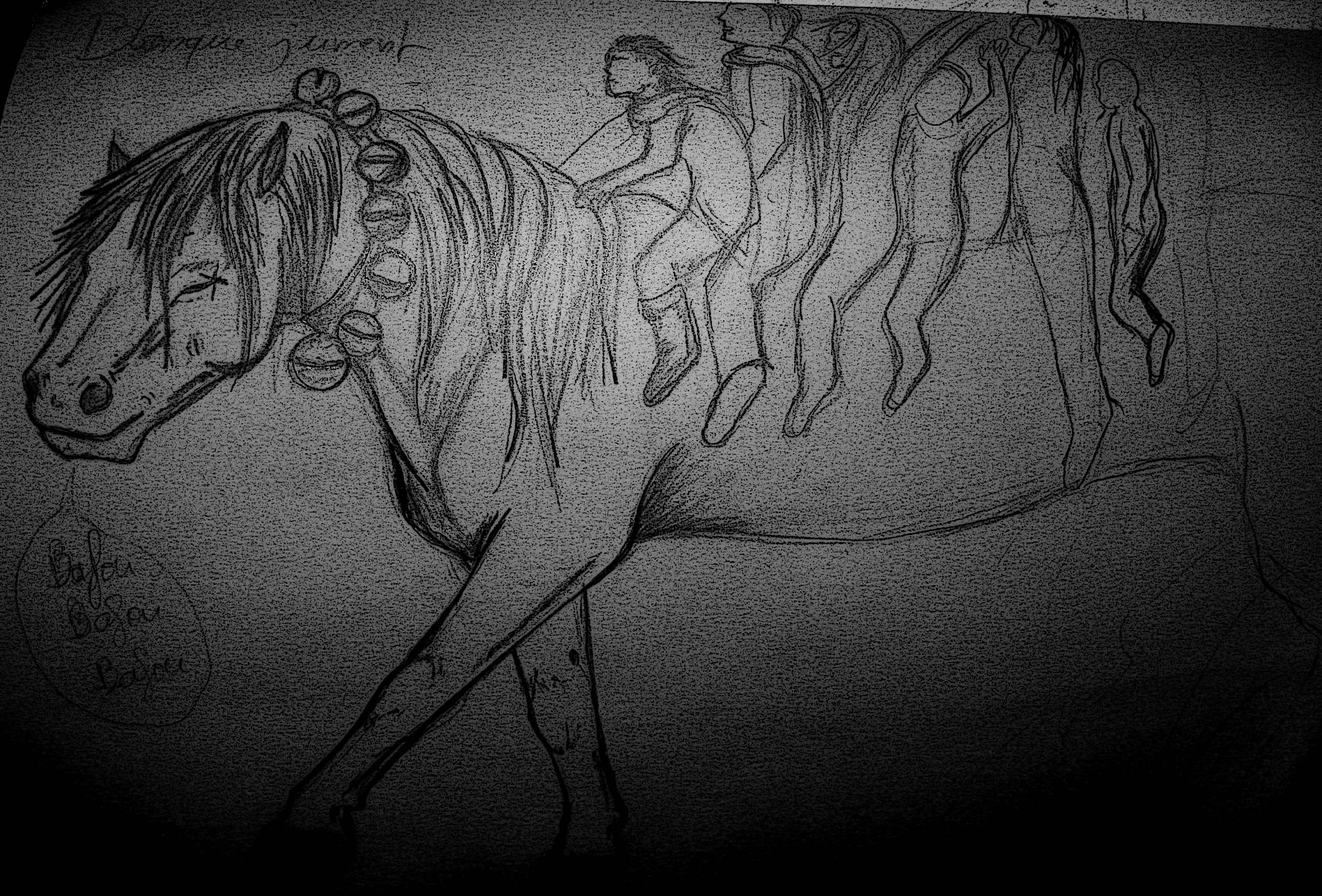
Ech goblin d'après un dessin au crayon retouché sous GIMP

Les chevaux légendaires du Pas-de-Calais sont des animaux fabuleux et diaboliques de couleur blanche, mentionnés dans le folklore de l'Artois, du Ternois et du Boulonnais sous divers noms. La blanque jument apparaissait, dit-on, à la tombée du jour ou au milieu de la nuit pour tromper les enfants et les hommes. Elle tentait ces derniers pour la monter, et son dos pouvait s'allonger pour accueillir, en général, jusqu'à sept cavaliers. Dès qu'ils étaient bien installés sur son dos, elle les entraînait dans des pièges ou les jetait à l'eau. Cet animal est mentionné sous le même nom à Samer. Ils sont similaires aux kelpies. 
Ech goblin et le qu'vau blanc de Saint-Pol-sur-Ternoise, qui portait un collier à clochettes pour attirer ses victimes, jouent le même rôle, tout comme ch'blanc qu'vo de Maisnil, ou encore l'animal de Vaudricourt, cheval blanc ou âne gris qui emporta vingt enfants et finit par les noyer. Toutes ces légendes propres à la région rejoignent un folklore français où abondent les chevaux blêmes et maléfiques en relation avec la nuit, l'eau, et leurs dangers.

## Étymologie et terminologie
Les noms de blanque jument (blanche jument), qu'vau blanc (cheval blanc), ech goblin (le gobelin) ou encore ch'blanc qu'vo (le cheval blanc) sont tous mentionnés dans le département du Pas-de-Calais, généralement vers le XIXe siècle dans leurs tournures originales, soit en langue picarde.

## Légendes

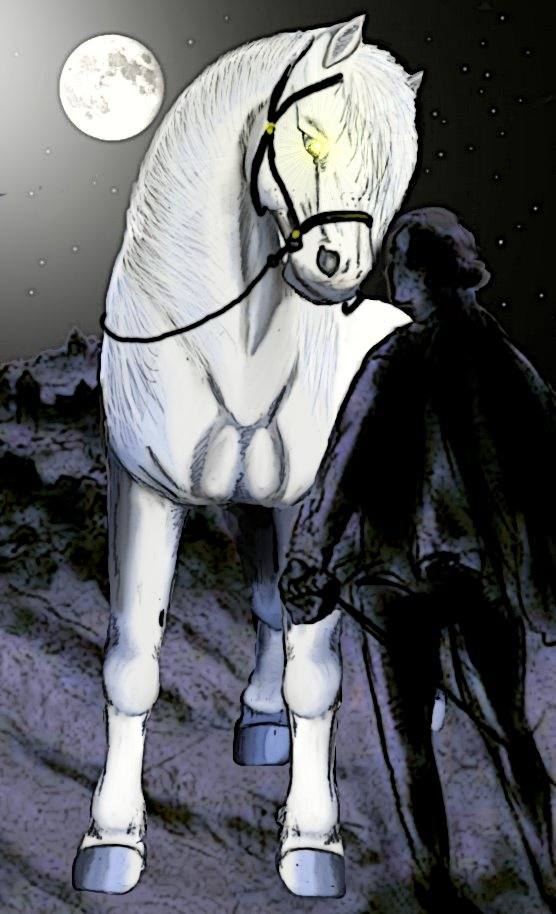
Les chevaux maléfiques du Pas-de-Calais sont toujours d'apparence blanche, et se manifestent la nuit

La région du Nord-Pas-de-Calais regorge de légendes, qu'elles soient attachées à des arbres, des pierres, des monts, des fantômes, au diable, aux géants, aux saints ou aux animaux fantastiques. Selon Bernard Coussée, « il n'est pas une cité, un village, un bourg qui n'ait une part d'énigme à raconter ». Parmi les animaux fantastiques, le cheval est mentionné plusieurs fois dans le département du Pas-de-Calais. Ces légendes partagent plusieurs points communs quant à la vision de ces chevaux blêmes, à la symbolique négative, au dos qui s'allonge et qui finissent tous par se débarrasser de leurs cavaliers, généralement en les jetant à l'eau.

### Blanque jumentdu Boulonnais et de Samer
Selon Bernard Coussée et la société de mythologie française, la blanque jument apparaît pendant les nuits de pleine lune dans la région du Boulonnais. Son dos peut s'allonger pour permettre à sept cavaliers de s'y asseoir, mais l'animal fabuleux finit toujours par s'en débarrasser dans l'eau. Cette légende est également fréquente en Artois, et particulièrement dans le Ternois,.
Le cheval boulonnais est en outre une race de chevaux de trait bien réelle et propre à la région, portant une robe gris clair souvent perçue comme blanche. Aucun lien entre cette race de chevaux et les légendes mettant en scène des chevaux blancs n'a été mis en avant.
La blanque jument est mentionnée en détail dans la lettre d'un médecin, M. Vaidy, destinée à M. Eloi Johanneau, le 4 juin 1805 à Samer. Elle est consignée par l'Académie celtique :

« Enfin, mon cher ami, je suis allé visiter les Tombelles, guidé par une paysanne qui m'a dit, sans que je le lui demandasse, que ce lieu était le cimetière d'une armée étrangère qui avait occupé les environs de Questreque, il y a bien longtemps. Cette ancienne sépulture est aujourd'hui un petit terrain communal, situé à une demi-lieue sud de Samer, et trois-quarts de lieue sud-ouest de Questreque, dans une plaine aride, au pied du mont de Blanque-Jument (...) Le mont de Blanque-Jument, suivant la tradition des habitants de Samer, est ainsi nommé, parce qu'on voyait autrefois sur son sommet une jument blanche, d'une beauté parfaite, qui n'appartenait à aucun maître, et qui s'approchait familièrement des passants et leur présentait sa croupe à monter. Tous les gens sages se gardèrent bien de céder à une pareille séduction. Mais un incrédule ayant eu, un jour, la témérité de monter la blanque-jument, il fut aussitôt terrassé et écrasé. Depuis ce temps, la jument ou plutôt l'esprit qui avait pris cette forme, n'a plus reparu. »

— Dr Vaidy, Mémoires de l'Académie celtique
Cette histoire est reprise de la même façon par Paul Sébillot, dans son ouvrage inachevé Le folklore de France et mentionnée rapidement par Henri Dontenville, créateur de la Société de mythologie française,. Le lieu-dit « de Blanque jument » est situé au sud de Samer, près du Breuil, et semble mentionné sous ce nom dès 1504.

### Ech Goblin,qu'vau blancouch'gvo blancde Saint-Pol-sur-Ternoise

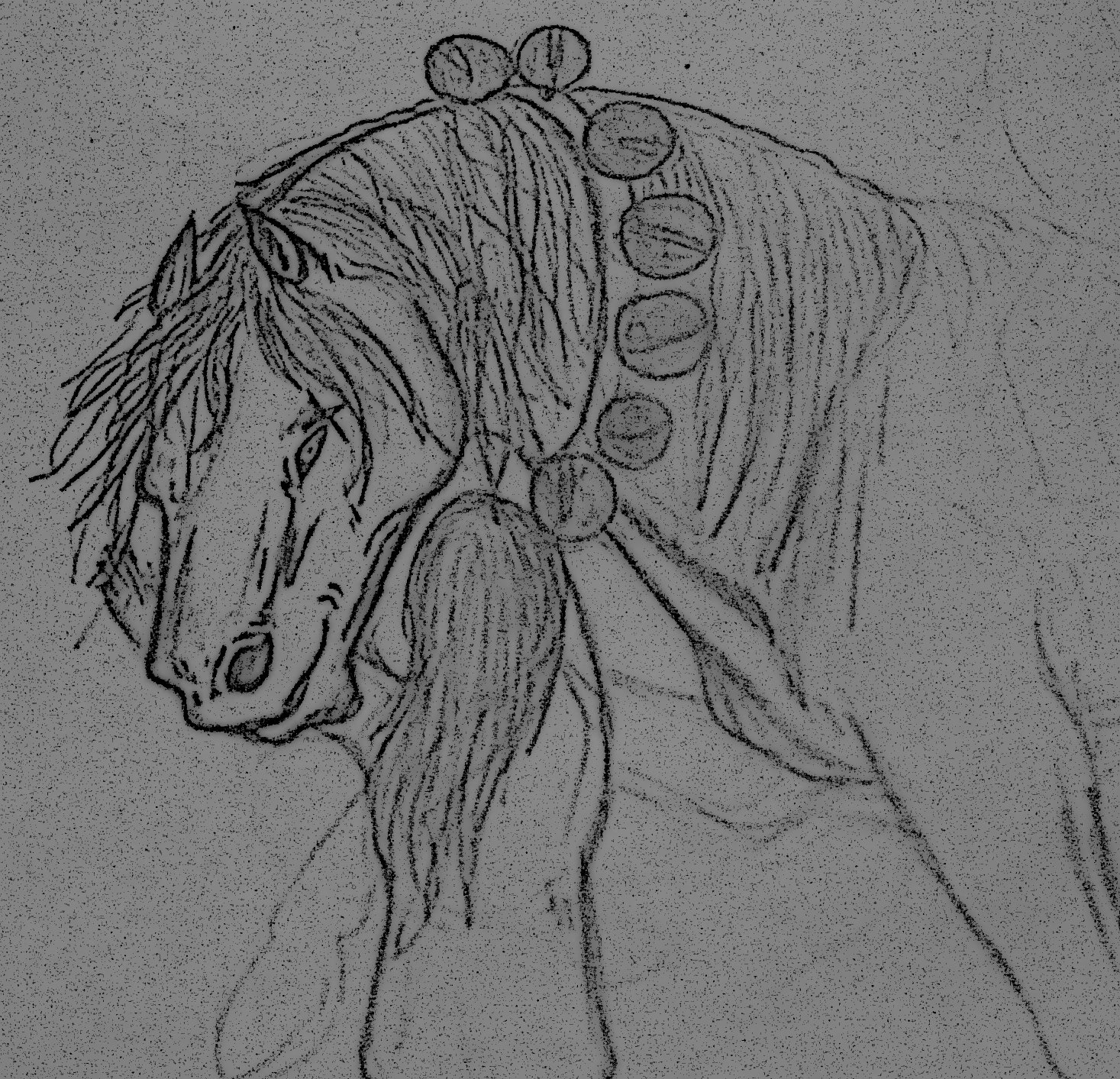
Ech goblin, sous la forme d'un cheval blanc portant un collier à clochettes autour du cou. Dessin au crayon

Ech goblin, également connu sous le nom de qu'vau blanc, ou ch'gvo blanc, est une créature très proche de la blanque jument, mentionnée au XIXe siècle comme un genre de lutin, plus précisément un gobelin capable de prendre la forme d'un mammifère fantastique possédant un long pelage blanc, et portant autour du cou un collier garni de clochettes. Le son mélodieux de celles-ci pousse les gens et surtout les enfants à chevaucher l'animal dès qu'ils l'entendent. Le dos d'ech goblin s'allonge au fur et à mesure que des personnes l'enfourchent. Lorsqu'il en porte suffisamment, il court à toute vitesse vers la rivière la plus proche pour y noyer ses cavaliers,. Le soir, cette créature se cacherait dans des carrières ou des excavations le long de routes qui mènent vers la forêt.
Jusque dans les années 1830, Ech goblin était évoqué pour effrayer les enfants désobéissants, auxquels on disait « Gare a ti, v'lo ch'goblin », essentiellement dans la région de Saint-Pol-sur-Ternoise, près de Béthune,. Ech goblin était aussi le nom donné à la voiture des ramasseurs de boues dans la région, à laquelle était attelé un cheval ou un âne muni de grelots.

### Ch'blanc qu'vode Maisnil
Ch'blanc qu'vo est mentionné par l'elficologue Pierre Dubois dans son Encyclopédie des fées comme un cheval fabuleux propre à Maisnil, dont la crinière est garnie de grelots. Mlle Leroy rapporte dans l'ouvrage d'Henri Dontenville, La France mythologique, que selon un folkloriste artésien, ch 'blanc qu'vo se confond avec ech goblin « dont on menaçait les enfants insupportables ».

### Âne gris ou cheval blanc de Vaudricourt
Deux créatures similaires sont mentionnées à Vaudricourt, l'une comme un âne gris et l'autre comme un cheval blanc.
Claude Seignolle parle dans ses Évangiles du Diable d'un âne gris qui apparut sur la place de Vaudricourt pendant la messe de minuit et se laissa docilement chevaucher par les enfants qui fuyaient l'église, tout en allongeant son dos pour que vingt d'entre eux puissent s'y placer. Lorsque la messe s'acheva, il s'élança à toute vitesse et plongea dans un abreuvoir où toutes ses victimes furent noyées. Depuis, ce cheval réapparaît à chaque nuit de Noël en portant les enfants damnés, fait le tour du village, rejoint son point de départ à minuit et rentre dans l'abreuvoir d'où il est sorti.
Pierre Dubois mentionne la même histoire dans son Encyclopédie des fées, mais il s'agit cette fois d'un « magnifique cheval blanc » qui noie ses jeunes cavaliers dans une mare sans fond, et disparaît dans un gouffre après chacune de ses réapparitions le jour de Noël.

## Origine et symbolique

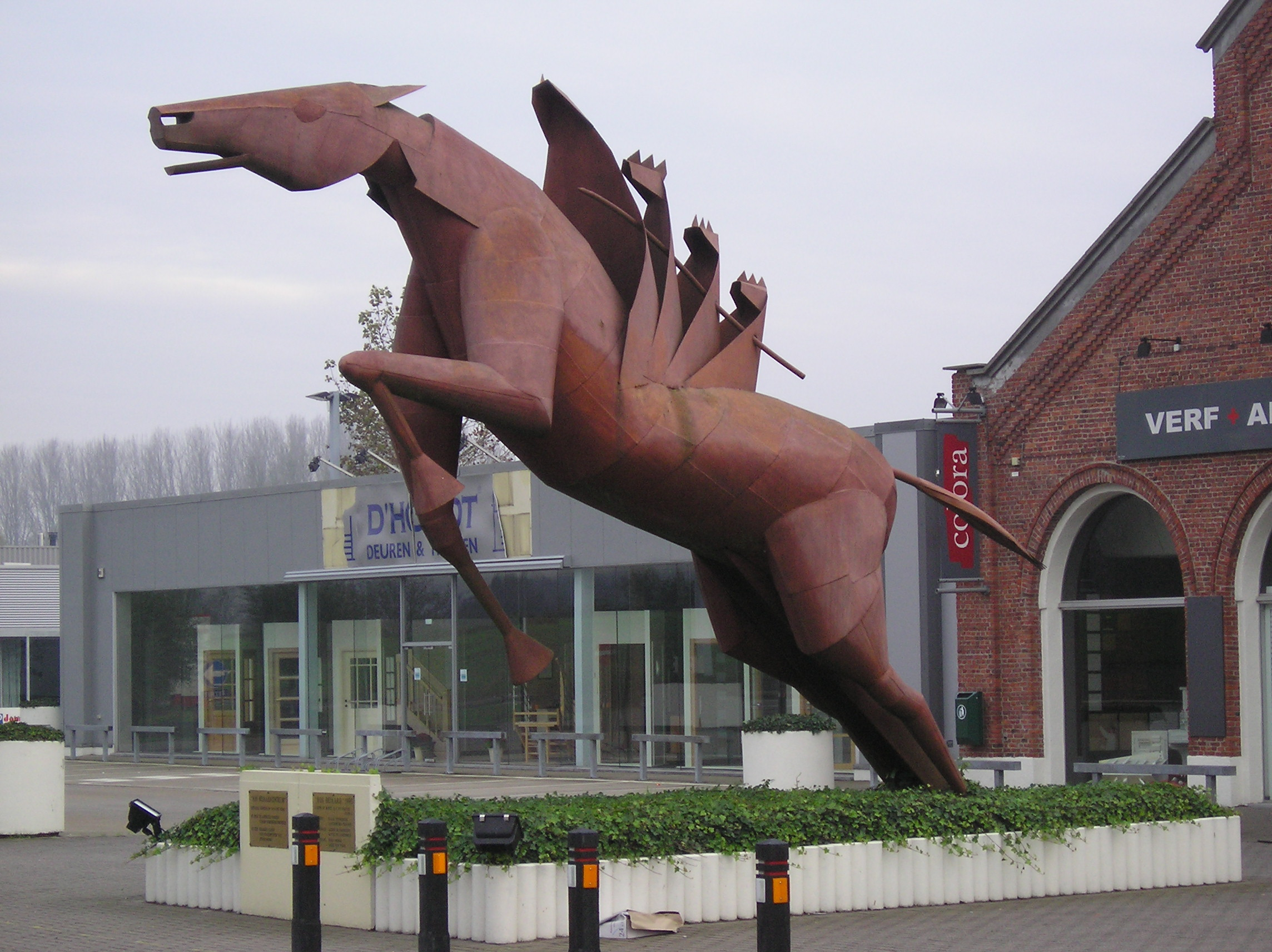
Le cheval Bayard, issu des chansons de gestes et du folklore ardennais, possède lui aussi une échine extensible

La blanque jument et ses équivalents dans l'ouest du Pas-de-Calais présentent des caractéristiques très similaires à celles d'autres chevaux fabuleux du folklore populaire, français et allemand notamment. Le Dictionnaire des symboles cite un grand nombre de « chevaux néfastes, complices des eaux tourbillonnantes ».
L'origine exacte de ces légendes n'est pas connue, mais dès l'époque romaine, Tacite évoquait des chevaux blancs dans des bocages sacrés, qui fascinaient les populations. Ces chevaux fabuleux pourraient être issus du souvenir des sacrifices rituels de chevaux pratiqués par les Gaulois, qui les effectuaient le plus souvent dans l'eau, comme « offrande aux puissances des éléments » ou en l'honneur du Soleil. Enfin, quelques éléments sont à rapprocher de la légende du cheval Bayard, que Charlemagne tenta de noyer en lui attachant une meule autour du cou. Bayard présente la particularité d'avoir une échine qui s'allonge pour porter les quatre frères Aymon, tout comme la blanque jument. Henri Dontenville verrait bien dans Bayard un mythe issu du cheval sacré des Germains, qui aurait lui-même donné la blanque jument et le bian cheval, mais Bayard est clairement décrit de couleur brun-rouge.
L'échine qui s'allonge chez la blanque jument, et que l'on retrouve dans bon nombre d'autres légendes à propos de chevaux-fées, serait selon Bernard Coussée un ajout postérieur, influencé par d'autres légendes, puisque des histoires à propos de chevaux blancs qui noient les imprudents circulaient dans le Pas-de-Calais depuis longtemps, et qu'elles avaient pour fonction d'éloigner les enfants des zones dangereuses en les effrayant. Ce serait selon Henri Dontenville une caractéristique serpentine, ou du moins reptilienne. En effet, « il n'y a qu'à regarder se dérouler un serpent ou plus simplement un ver de terre pour comprendre d'où vient ce mythe ».
Il existe beaucoup d'autres chevaux dans le folklore français dotés d'une croupe et d'un dos extensibles ou d'un lien avec l'eau, comme le mentionne l'elficologue Pierre Dubois dans son Encyclopédie des fées en citant le cheval Mallet, Bayard (l'un des rares qui ne soient pas mentionnés comme maléfiques), le cheval de Guernesey, ou encore celui de l'Albret, aux côtés de la blanque jument. La plupart de ces « chevaux-fées » finissent par noyer leurs cavaliers après les avoir tentés de les enfourcher. Pierre Dubois dit que « ces animaux sont issus des Pégases et des Licornes, s'ils sont devenus farouches, c'est que les hommes n'ont pas su les apprivoiser ». L'histoire est souvent très similaire, et met en scène un beau cheval blême apparaissant au milieu de la nuit, qui se laisse gentiment chevaucher, avant d'échapper au contrôle de son ou de ses cavaliers. L'un des moyens de s'en débarrasser est d'effectuer un signe de la croix, ou de réciter trois Notre Père.

### Couleur blanche

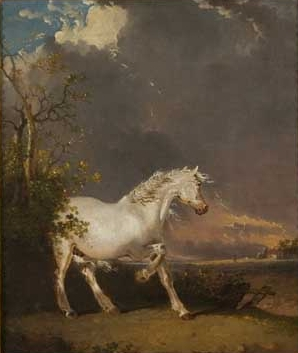
L'apparition d'un cheval blanc n'est pas toujours bon signe. Ici, une peinture de James Ward (1769-1869).

La couleur blanche « lunaire » de ces animaux est celle des chevaux maudits. Plusieurs ouvrages, comme le Dictionnaire des symboles, s'attachent à ces chevaux « blêmes et pâles », dont la symbolique est l'inverse des chevaux blancs ouraniens, comme le Pégase. Selon Jean-Paul Clébert, il s'agit d'animaux à la blancheur « nocturne, lunaire, froide et vide ». Comme un suaire ou un fantôme, ils évoquent le deuil, à l'instar de la monture blanche d'un des quatre cavaliers de l'Apocalypse, qui annonce la mort. Henri Gougaud attribue la même symbolique à la blanque jument, « nocturne, livide comme les brumes, les fantômes, les suaires ». Il s'agit d'une inversion de la symbolique habituelle à la couleur blanche, une « apparence trompeuse » et une « confusion des genres ».
Plusieurs y voient aussi un archétype des chevaux de la mort, la blanque jument partage la même symbolique que le Bian cheval des Vosges ou le Schimmelreiter allemand,, animal de la catastrophe marine qui rompt les digues pendant les tempêtes, et dont elle est un « proche parent » négatif et sinistre. En Angleterre et en Allemagne, rencontrer un cheval blanc est signe de mauvais augure ou de mort.

### Nature et fonction

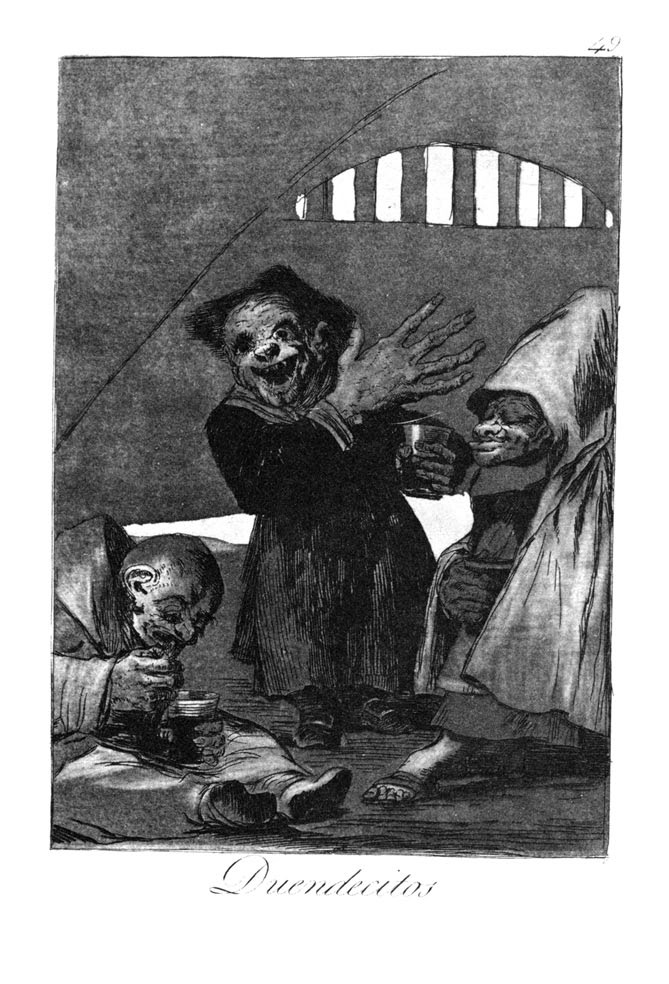
Duendecitos, illustration de gobelins par Francisco Goya, en 1799.

Ces créatures équines du Pas-de-Calais sont toutes plus ou moins assimilées à la transformation d'un esprit, d'un lutin ou du Diable lui-même. L'Académie celtique assure que la blanque jument du Boulonnais est la manifestation d'un esprit, et Claude Seignolle assimile l'âne gris de Vaudricourt à une transformation du Diable en animal. Édouard Brasey voit dans la blanque jument et le Schimmel Reiter des esprits follets ou des croque-mitaines chargés d'effrayer les enfants désobéissants, par opposition au cheval Mallet qui serait une forme du Diable lui-même. Ech Goblin est assimilé à un gobelin, c'est-à-dire une sorte de lutin qui se transformait pour effrayer les enfants. Ch'qu'vau blanc est ce même gobelin, qui prend la forme d'un animal blanc.
Une étude consacrée aux changelins fait remarquer qu'« au bord de l'eau, les silhouettes du lutin et du cheval tendent à se confondre ». Selon une autre étude sur le nain au Moyen Âge, il existe entre les lutins et les chevaux fantastiques (ou chevaux-fées) des liens très étroits car, dans les chansons de gestes comme dans le folklore plus moderne, lorsque le petit peuple adopte une forme animale, c'est le plus souvent celle d'un cheval. L'auteur japonais Yanagida y voit une transformation rituelle du cheval dans l'élément liquide, et note que dès le Néolithique, les génies des eaux sont en rapport avec les équidés.

#### Ouvrages universitaires
- Université Paul Valéry, Mélanges à la mémoire de Louis Michel, 1979, 482 p. (présentation en ligne), p. 172.
- Gilbert Durand, Les structures anthropologiques de l'imaginaire: introduction à l'archétypologie générale, Dunod, 1983, 536 p. (ISBN 9782040156787, lire en ligne)
- Francis Dubost, Aspects fantastiques de la littérature narrative médiévale, XIIe – XIIIe siècles: l'autre, l'ailleurs, l'autrefois, vol. 15 de Nouvelle bibliothèque du Moyen Âge, Paris, Libr. H. Champion, 1991, 1057 p. (ISBN 978-2852032026).
- Pierre Sauzeau et André Sauzeau, « Les chevaux colorés de l'« apocalypse » », Revue de l'histoire des religions, université Montpellier III, vol. 212,‎ 1995, p. 259-298 (lire en ligne).
- Maurice Vernes, Jean Réville, Léon Marillier, René Dussaud et Paul Alphandéry, Revue de l'histoire des religions : Annales du Musée Guimet, vol. 212, Presses universitaires de France, 1995 (lire en ligne)

#### Ouvrages de conteurs
- Henri Gougaud, Les Animaux magiques de notre univers, Paris, Solar, mars 1973, 192 p. (OCLC 319731018, lire en ligne)La totalité du livre est consultable en ligne sur le blog perso d'Henri Gougaud
- Pierre Dubois (ill. Roland et Claudine Sabatier), La Grande Encyclopédie des fées (1re éd. 1996) [détail des éditions] et notamment Pierre Dubois (ill. Roland Sabatier et Claudine Sabatier), La Grande Encyclopédie des fées, Paris, Hoëbeke, 2008, 186 p. (ISBN 9782-84230-326-6). Basé sur des collectages en Nord-pas-de-Calais.
- Édouard Brasey, La petite encyclopédie du merveilleux, Paris, Le pré aux clercs, 2008 (ISBN 978-2-84228-321-6). N'est pas considéré comme une source fiable.

#### Études de folkloristes
- Paul Sébillot, Le folklore de France : Le peuple et l'histoire, vol. 4, Paris, E. Guilmoto, librairie orientale et américaine, 1907 (ISBN 9780543952974, lire en ligne).
- Société française du folklore français et du folklore colonial, Revue de folklore français et de folklore colonial, vol. 5, Larose, 1934.
- Claude Seignolle, Les Évangiles du Diable, Robert Laffont, 1998 (ISBN 2-221-08508-6).
- Bernard Coussée, Légendes et croyances en Boulonnais et pays de Montreuil, B. Coussée, 1994, 237 p. (ISBN 9782905131126, lire en ligne).
- Bernard Coussée, Le mystère de la lune rousse: essai de mythologie populaire, B. Coussée, 1996, 95 p. (lire en ligne)
- Bernard Coussée, Les Mystères du Nord-Pas-de-Calais: Histoires insolites, étranges, criminelles et extraordinaires, Éditions De Borée, 2006, 395 p. (ISBN 9782844944566)
- Bernard Coussée, Les Nouveaux Mystères du Nord-Pas-de-Calais, Éditions De Borée, 2008, 368 p. (ISBN 9782844948212)

#### Société de mythologie française
- Henri Dontenville, La France mythologique, vol. 2 de Bibliothèque du merveilleux, H. Veyrier, 1966, 393 p., p. 103.
- Henri Dontenville, Mythologie française : Regard de l'histoire, Payot, 1973, 2e éd., 267 p., p. 176
- Henri Dontenville, Histoire et géographie mythiques de la France, G. P. Maisonneuve et Larose, 1973, 378 p. (ISBN 9782706805523)
- Bernard Coussée, « Le cheval dont l'échine s'allonge et le bestiaire fantastique de l'Artois », Bulletin de la Société de Mythologie Française, no 184,‎ 1996, p. 61 (présentation en ligne)